# Mulkeytown
Mulkeytown – jednostka osadnicza w Stanach Zjednoczonych, w stanie Illinois, w hrabstwie Franklin.